# مثلثات کروی
مثلثات کروی علمی است که به بررسی روابط بین زاویه‌‌ها و اضلاع یک مثلث کروی (در هندسه نااقلیدسی) می‌پردازد. مثلثات کروی شاخه‌ای از هندسه کروی است که با توجه به روابط بین توابع مثلثاتی دو طرف و زوایای چند ضلعی کروی (به ویژه مثلث کروی)؛ محدود شده توسط تعدادی از دایره‌های بزرگ، در کره را بررسی می‌کند. کاربرد عملی مثلثات کروی در محاسبه‌ها و براوردها در نجوم رصدی، زمین‌شناسی و ناوبری، و نیز قبله یابی، بسیار مهم است.

## ویژگی‌ها

یک مثلث کروی حاصل سه دایره عظیمه.

در این مثلث‌ها مجموع زوایای داخلی بیشتر از ۱۸۰ درجه و حداکثر ۵۴۰ درجه می‌باشد.

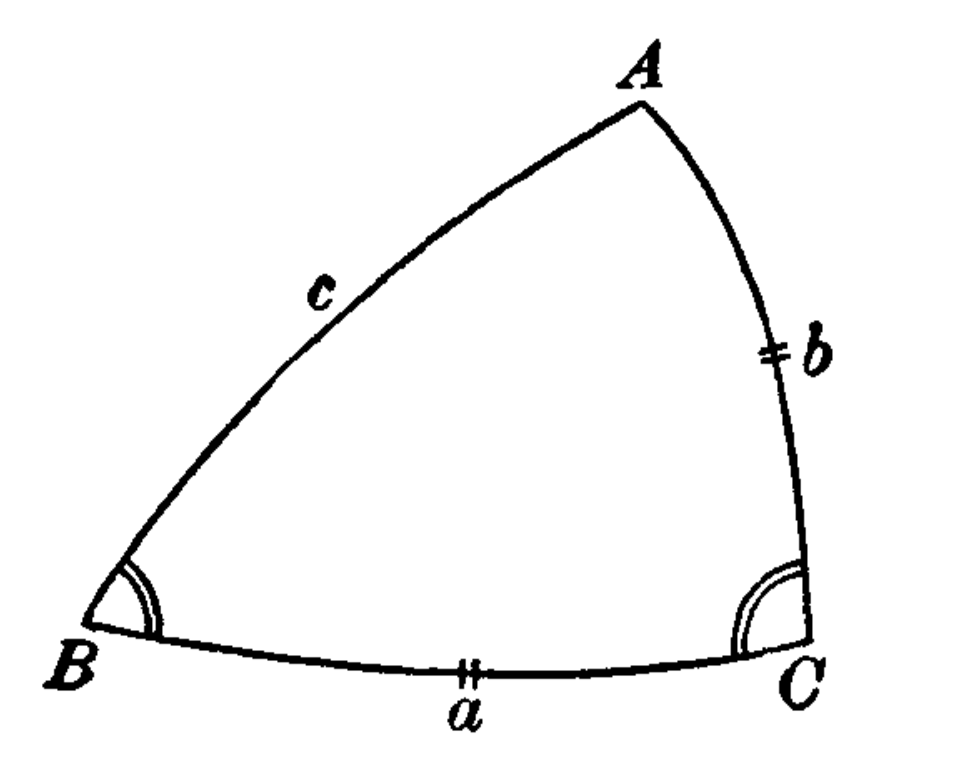
یک مثلث کروی

قوانین معمول مثلثات تخت در این مثلثات صادق نیستند.
تمام اضلاع این مثلثات باید جزو دوایر عظیمه باشند.

## روابط بین اضلاع و زوایا

### قانون کسینوس‌ها
{\displaystyle \cos a=\cos b\cos c+\sin b\sin c\cos A.}
{\displaystyle \cos b=\cos c\cos a+\sin c\sin a\cos B.}
{\displaystyle \cos c=\cos a\cos b+\sin a\sin b\cos C.}

### قانون سینوس‌ها
{\displaystyle {\frac {\sin A}{\sin a}}={\frac {\sin B}{\sin b}}={\frac {\sin C}{\sin c}}.}

### فرمول چهار جزئی
{\displaystyle {\begin{array}{lll}{\text{(CT1)}}\quad &\cos b\,\cos C=\cot a\,\sin b-\cot A\,\sin C,\qquad &(aCbA)\\[0ex]{\text{(CT2)}}&\cos b\,\cos A=\cot c\,\sin b-\cot C\,\sin A,&(CbAc)\\[0ex]{\text{(CT3)}}&\cos c\,\cos A=\cot b\,\sin c-\cot B\,\sin A,&(bAcB)\\[0ex]{\text{(CT4)}}&\cos c\,\cos B=\cot a\,\sin c-\cot A\,\sin B,&(AcBa)\\[0ex]{\text{(CT5)}}&\cos a\,\cos B=\cot c\,\sin a-\cot C\,\sin B,&(cBaC)\\[0ex]{\text{(CT6)}}&\cos a\,\cos C=\cot b\,\sin a-\cot B\,\sin C,&(BaCb).\end{array}}}
منابع
1. ↑  (Merserve، pp. 281-282)

- نجوم کروی، ویلیام مارشال اسمارت
- Meserve, Bruce E. (1983) [1959], Fundamental Concepts of Geometry, Dover, ISBN 0-486-63415-9
- Smart, W.M. (1986). Text-Book on Spherical Astronomy (6th ed.). Cambridge University Press. The fourth edition is online at archive.org. Chapter 1 is on spherical trigonometry with numerical examples. {{cite book}}: External link in |postscript= (help)نگهداری CS1: پست اسکریپت (link) چاپ چهارم کتاب متنی Text-Book اسمارت در اخترشناسی کروی
- https://en.wikipedia.org/wiki/Spherical_trigonometry